# بدر المليحي
بدر المليحي شاعر غنائي سعودي، بدأ مسيرته في الشعر الغنائي عام 1991م، وقدم نصوصاً شعرية مميزة لأشهر فناني المملكة العربية السعودية والخليج العربي كراشد الماجد، ورابح صقر، وعلي بن محمد، وأصيل أبو بكر، وعبد المجيد عبد الله، وراشد الفارس، وعبد الله الرويشد. وتوفي المليحي عام 2019م.

## قصائده المغناة
تعاون المليحي مع العديد من الفنانين في أعمال ناجحة، وكان للفنان رابح صقر ولراشد الماجد النصيب الأكبر من قصائده الغنائية.
| الأغنية                    | الفنان              |
| -------------------------- | ------------------- |
| مقصر                       | رابح صقر            |
| مثل القمر                  | رابح صقر            |
| الليلة                     | رابح صقر            |
| كذبة وصدقها                | رابح صقر            |
| المحبة من الله             | رابح صقر            |
| يخلق الله                  | رابح صقر            |
| سافر الغالي                | رابح صقر            |
| أحبك وأحلف                 | رابح صقر            |
| قلبي اللي بالهوى           | رابح صقر            |
| لو أخسرك                   | رابح صقر            |
| ماكل الجو                  | رابح صقر            |
| يا صاحبي                   | رابح صقر            |
| من صد عن عيني              | رابح صقر            |
| يا هلا                     | رابح صقر            |
| نفرح                       | رابح صقر            |
| فيك الخير                  | رابح صقر            |
| يا هلي مشتاق للصاحب الغالي | رابح صقر            |
| من هواني هويته             | رابح صقر            |
| الله كريم                  | راشد الماجد         |
| أشكي عليك الحال            | راشد الماجد         |
| أشتاق لك                   | راشد الماجد         |
| عاش من شافك                | راشد الماجد         |
| ياخوي وينك                 | راشد الماجد         |
| طحت من عيني                | راشد الماجد         |
| على كيفك                   | راشد الماجد         |
| خلك معي                    | راشد الماجد         |
| المحبة                     | راشد الماجد         |
| حجة الغايب                 | راشد الماجد         |
| الله لنا                   | راشد الماجد         |
| ودي أبكي                   | راشد الماجد         |
| فمان الله                  | راشد الماجد         |
| وحشتيني                    | راشد الماجد         |
| الله يحييك يا الغالي       | راشد الماجد         |
| مملكتنا                    | راشد الماجد         |
| سلامات يا فهد العروبة      | راشد الماجد         |
| سلامتك                     | راشد الماجد         |
| الحي يحييك                 | أصيل أبو بكر        |
| عيني ترف                   | أًصيل أبو بكر        |
| سحرك طبيعي                 | أصيل أبو بكر        |
| ما وحشتك                   | أصيل أبو بكر        |
| أنتي حلوة                  | عبد المجيد عبد الله |
| لا ما يكفيني               | عبد المجيد عبد الله |
| على الله                   | عبد لمجيد عبد الله  |
| على ذكراك                  | عبد الله الرويشد    |
| من طول الغيبات             | راشد الفارس         |
| الصيف قرب                  | علي بن محمد         |

## الوفاة
توفي الشاعر بدر المليحي في 22 مايو عام 2019 إثر نوبة قلبية.